# Willa Fitzgerald
Willa Fitzgerald (Nashville, 17 de janeiro de 1991) é uma atriz norte-americana, mais conhecida por interpretar Emma Duval na série de televisão Scream.

## Biografia
Em 2013 ganhou um BA em Estudos de Teatro da Universidade Yale. Durante seu tempo na Universidade, ela foi vista em produções teatrais de The Twins Would Like to Say, Blueberry Toast, Tall Skinny Cruel Cruel Boys, The Last Days of Judas Iscariot, Arcadia, The Winter's Tale, The Beauty of Queen Leenane e Les Liaisons Dangereuses.

## Filmografia

### Filmes
| Ano  | Título                    | Papel              | Nota           |
| ---- | ------------------------- | ------------------ | -------------- |
| 2008 | For the Love of a Dog     | Vivian             | Longa-metragem |
| 2012 | Food of Love              | Namorada           | Curta-metragem |
| 2013 | Two Cheeseburgers: Part 3 | Helen              | Curta-metragem |
| 2017 | Freak Show                | Tiffany            |                |
| 2017 | Blood Money               | Lynn               |                |
| 2017 | Beach House               | Emma               |                |
| 2019 | The Goldfinch             | Kitsey Barbour     |                |
| 2021 | 18½                       | Connie             | [ 5 ]          |
| 2022 | Savage Salvation          | Ruby Red           |                |
| 2023 | Desperation Road          | Maben              | [ 6 ]          |
| 2023 | Strange Darling           | the Lady           | [ 7 ]          |
| 2023 | Wildcat                   | Elizabeth Hardwick | [ 8 ]          |
| 2024 | Relay                     | Rosetti            | [ 9 ]          |
| 2024 | Joe Baby                  | Heather Stantonl   |                |
| 2025 | Alarum                    | Agent Laura        |                |

### Televisão
| Ano        | Título                            | Papel                | Nota                                                  |
| ---------- | --------------------------------- | -------------------- | ----------------------------------------------------- |
| 2013-2014  | Alpha House                       | Lola Laffer          | Recorrente, 12 episódios                              |
| 2014       | The Novice                        | Lucy Griego          | Episódio piloto (USA Network)                         |
| 2014       | Blue Bloods                       | Lacey Sutherland     | Temporada 4, Episódio 12                              |
| 2014       | The Following                     | Jenny                | Temporada 2, Episódio 12                              |
| 2014       | Royal Pains                       | Emma Miller          | Temporada 6, Recorrente                               |
| 2014       | Untitled Wall Street Project      | Tara Conklin         | Episódio piloto (CBS)                                 |
| 2015       | Gotham                            | Grace Fairchild      | Temporada 1, Episódio 19                              |
| 2015-2016  | Scream                            | Emma Duval           | Elenco Principal                                      |
| 2017       | Bull                              | Susan Bryant         | Temporada 1, Episódio 11                              |
| 2018       | House of Cards                    | Claire Underwood     | Temporada 6, Episódios 7-8                            |
| 2019       | Law & Order: Special Victims Unit | Ava Parcell          | Episódio: "Plastic"                                   |
| 2019       | Younger                           | Audrey Colbert       | Episódios: "The Unusual Suspect", "Merger, She Wrote" |
| 2019       | Heartstrings                      | Maddie Hawkins       | Episódio: "J.J. Sneed"                                |
| 2019- 2020 | Dare Me                           | Colette French       | Elenco Principal                                      |
| 2020       | Billions                          | Jill                 | Episódio: "The Limitless Sh*t"                        |
| 2021       | Reacher                           | Rosco                | Temporada 1, 8 episódios                              |
| 2023       | The Fall of the House of Usher    | Jovem Madeline Usher | Minissérie                                            |
| 2025       | Pulse                             | Dr. Danny Simms      | Papel principal                                       |

### Internet
| Ano  | Título              | Papel | Nota       |
| ---- | ------------------- | ----- | ---------- |
| 2016 | Relationship Status | Beth  | Recorrente |

## Prêmios e indicações
| Ano  | Prêmio             | Categoria                  | Trabalho | Resultado | Ref.   |
| ---- | ------------------ | -------------------------- | -------- | --------- | ------ |
| 2015 | Teen Choice Awards | Escolha do Verão: Feminino | Scream   | Indicado  | [ 13 ] |